# Morton A. Brody

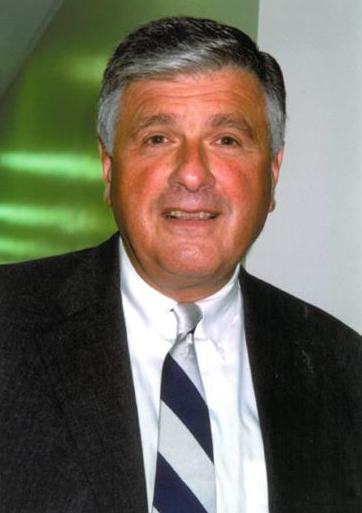
Morton A. Brody

Morton Aaron Brody (* 12. Juni 1933 in Lewiston, Maine; † 25. März 2000 in Boston, Massachusetts) war ein US-amerikanischer Jurist. Nach seiner Berufung durch Präsident George Bush fungierte er von 1991 bis zu seinem Tod im Jahr 2000 als Bundesrichter am Bundesbezirksgericht für den Distrikt von Maine.

## Werdegang
Nach seinem Schulabschluss besuchte Morton Brody das Bates College in Lewiston, an dem er 1955 den Bachelor of Arts erwarb. Es folgte 1958 der Juris Doctor an der Law School der University of Chicago, woraufhin er zunächst in der Bundeshauptstadt Washington, D.C. als Rechtsanwalt praktizierte. Ab 1961 war er als Jurist in einer Kanzlei in Waterville tätig. Von 1980 bis 1990 amtierte er als Richter am Maine Superior Court, dem er ab 1985 als Chief Justice vorstand. 1990 berief ihn Maines Gouverneur John McKernan Jr. als beigeordneten Richter an den obersten Gerichtshof des Staates, den Maine Supreme Judicial Court.
Am 14. Juni 1991 wurde Brody durch Präsident Bush zum Richter am United States District Court for the District of Maine ernannt; damit übernahm er einen zuvor neu eingerichteten Sitz. Nach der Bestätigung durch den US-Senat, die am 18. Juli desselben Jahres erfolgte, konnte er sieben Tage darauf sein Amt antreten. Morton Brody starb am 25. März 2000 in Boston und wurde auf dem Beth Abraham Cemetery in Auburn beigesetzt. Sein Sitz fiel an George Z. Singal.